# Howard Vernon
Pour les articles homonymes, voir Vernon.
Mario Walter Lippert, dit Howard Vernon, né le 15 juillet 1908 à Baden et mort le 25 juillet 1996 à Issy-les-Moulineaux, est un acteur suisse.

## Biographie
Howard Vernon naît d'un père suisse et d'une mère américaine à Baden-Baden, située dans l'Empire allemand. Sa carrière cinématographique, qui se déroule essentiellement en France mais le voit également tourner en Allemagne ou en Espagne, s'étend sur une période de 51 ans pendant lesquels il joue dans plus de 182 films en tous genres : mélodrame, épouvante, comédie, érotique.
Il prend des cours de comédie à Berlin entre 1934 et 1936, puis fait ses débuts au théâtre dans des rôles secondaires. Installé en France, il continue de se produire sur scène et notamment au Casino de Paris, où il interprète en 1939 un numéro de claquettes.
Pendant l'occupation, le fait de parler parfaitement allemand et de venir d'un pays neutre, lui vaut d'être embauché comme présentateur puis metteur en scène sur Fernsehsender Paris, la chaîne de télévision installée par les troupes allemandes où il fait rapidement partie de l'équipe éditoriale et opérationnelle
Vers la fin de la guerre, il commence sa carrière au cinéma avec le film Boule de Suif (1945) de Christian-Jaque, dans lequel il donne la réplique à Micheline Presle. Germanophone, il tient, dans l'immédiat après-guerre, de nombreux rôles d'officier allemand. En 1947, il interprète son premier grand rôle dans Le Silence de la mer, de Jean-Pierre Melville, où il est un officier allemand en proie au doute.
Il devient ensuite un second rôle récurrent du cinéma français, où son visage inquiétant et son accent nasillard lui valent de jouer notamment des personnages de méchants. Il travaille à nouveau avec Melville — pour lequel il écrit également les dialogues en allemand de L'Armée des ombres — et apparaît chez Fritz Lang (un tueur dans Le Diabolique Docteur Mabuse) ou Jean-Luc Godard (Alphaville). À partir des années 1960, cependant, sa carrière au cinéma évolue vers la série B, voire Z. Devenu l'un des acteurs fétiches du cinéaste espagnol Jesús Franco, à partir du film L'Horrible Docteur Orlof, il apparaît dans une majorité de films à petit budget, notamment des films d'épouvante, réalisés par Franco ou par d'autres cinéastes. Devenu une figure majeure du cinéma d'exploitation, on le retrouve de film en film malmenant un aréopage de vedettes sexys comme Soledad Miranda, Anne Libert, Britt Nichols, Lina Romay ou Karine Gambier. Il continue cependant d'apparaître à l'occasion dans des films ne relevant pas de la série B : on le retrouve ainsi en fin de carrière chez Jean-Claude Biette, et il fait partie de la collection de « gueules » du film Delicatessen.
Howard Vernon a également produit quatre films pour la télévision et pratiquait la photographie. Il s'est éteint le 25 juillet 1996 à Issy-les-Moulineaux, à l'âge de 88 ans.

## Filmographie

### Période 1945-1949
- 1945 au cinéma : Boule de Suif de Christian-Jaque d'après Guy de Maupassant : Un Prussien, et doublage de Jim Gerald en allemand
- 1946 : Jericho de Henri Calef : Un officier allemand, et doublage d'Henri Nassiet en allemand
- 1946 : Un ami viendra ce soir de Raymond Bernard : Robert Langlois, le muet
- 1946 : Les Clandestins de André Chotin
- 1946 : Le Père tranquille de René Clément : Le lieutenant Fleischer, l'officier allemand
- 1946 : L'Insaisissable Frédéric de Richard Pottier
- 1946 : Nuits d'alerte de Léon Mathot : L'aviateur anglais
- 1946 : La Foire aux chimères de Pierre Chenal
- 1947 : Le Bataillon du ciel de Alexandre Esway : un officier allemand
- 1947 : Les Chouans de Henri Calef d'après Honoré de Balzac : Capitaine Gérard
- 1947 : Les Jeux sont faits de Jean Delannoy : Le chef milicien
- 1948 : Le Colonel Durand de René Chanas
- 1948 : Le Diable boiteux de Sacha Guitry : Lord Palmerston
- 1949 : Le Silence de la mer de Jean-Pierre Melville d'après Vercors : Hauptman Werner Von Ebrennac
- 1949 : Du Guesclin de Bernard de Latour : Lancaster
- 1949 : L'Auberge du péché de Jean de Marguenat : Ducourt
- 1949 : Black Jack de Julien Duvivier : le commandant du schooner
- 1949 : L'Homme de la tour Eiffel (The Man on the Eiffel Tower) film en couleurs de Burgess Meredith : Inspecteur
- 1949 : On répète au cabaret de René Sti - court métrage -
- 1949 : Caprices de Paris de René Sti - court métrage -

### Période 1950-1959
- 1950 : Le Chevalier de Londres (The Elusive Pimpernel) de Michael Powell et Emeric Pressburger : Comte de Tournai
- 1950 : Fusillé à l'aube de André Haguet : Colonel von Pennwitz
- 1951 : Si ça vous chante de Jacques Loew
- 1951 : La Taverne de New Orléans (Adventures of Captain Fabian) de William Marshall : Emile
- 1951 : Boîte de nuit de Alfred Rode : Charles
- 1952 : Manina, la fille sans voiles de Willy Rozier : Eric
- 1952 : Das Geheimnis vom Bergsee : Borgo, der Schmugglerwirt
- 1952 : La Fille au fouet de Jean Dréville
- 1953 : Le Petit Jacques de Robert Bibal : Daniel Mortal
- 1953 : La Môme vert-de-gris de Bernard Borderie : Rudy Saltierra
- 1953 : Monsieur Scrupule gangster de Jacques Daroy : L'ami de Rolande
- 1953 : Lucrèce Borgia de Christian-Jaque : Le chapelain
- 1954 : Si Versailles m'était conté... de Sacha Guitry : L'acheteur anglais qui donne la réplique à Raymond Souplex.
- 1954 : Das Phantom des großen Zeltes de Paul May : Armand LaRue, König der Luft
- 1955 : Kopf in der Schlinge (TV)
- 1955 : Napoléon de Sacha Guitry : Lord Liverpool
- 1955 : Pas de souris dans le bizness de Henri Lepage : Robert Leperque
- 1955 : Touchez pas aux diams (El fugitivo de Amberes) de Miguel Iglesias
- 1955 : Gottes Utopia (TV) : Paco
- 1955 : Der Grüne Kakadu (TV) : Henri
- 1955 : 08/15 - In der Heimat de Paul May : CIC-Offizier John
- 1956 : La Rivière des 3 jonques de André Pergament : Igor Kourguine
- 1956 : Alerte aux Canaries de André Roy : Maxime Bellac
- 1956 : Das Abschiedsgeschenk (TV)
- 1956 : Opération Tonnerre de Gérard Sandoz : Roger Kervec
- 1956 : Bob le flambeur de Jean-Pierre Melville : McKimmie, l'écossais
- 1956 : Ce soir les souris dansent (La Melodía misteriosa) de Juan Fortuny : L'inspecteur Revel
- 1957 : Jusqu'au dernier de Pierre Billon : Philippe Dario
- 1957 : Monsignores große Stunde (TV)
- 1958 : Le Docteur Crippen vit (Dr Crippen lebt) de Erich Engels
- 1958 : Othello (TV)
- 1958 : Une enquête de l'inspecteur Prevost de Vicky Ivernel - court métrage -
- 1959 : 6 heures, quai 23 (Muerte al amanecer) de José Maria Forn
- 1959 : Sursis pour un vivant (Pensione Edelweiss) de Víctor Merenda et Ottorino F. Bertolucci : Général Funck
- 1959 : Heiße Ware de Paul May : Heinrich Strasser
- 1959 : Nathalie, agent secret de Henri Decoin : William Dantoren

### Période 1960-1969
- 1960 : Première Brigade criminelle de Maurice Boutel : Steven Hals
- 1960 : Ce soir ou jamais de Michel Deville
- 1960 : Interpol contre X de Maurice Boutel : L'inspecteur Jackson
- 1960 : Une gueule comme la mienne de Frédéric Dard : Howard
- 1960 : Le Diabolique Docteur Mabuse (Die 1000 Augen des Dr Mabuse) de Fritz Lang : No. 12
- 1960 : Division Brandenburg / Le commando Canaris de Harald Philipp : Secret Service Man
- 1961 : Capitaine Tempête de Luigi Demar
- 1961 : Les Concini (TV) : Concino Concini
- 1961 : Le Dernier passage (The Secret Ways) de Phil Karlson : Colonel Hidas
- 1961 : Léon Morin, prêtre de Jean-Pierre Melville : The colonel
- 1961 : L'Horrible Docteur Orlof (Gritos en la noche) de Jesús Franco : Dr Orlof
- 1962 : Le Sadique Baron Von Klaus (La mano de un hombre muerto) de Jesús Franco : Max von Klaus
- 1962 : Zorro le vengeur (La Venganza del Zorro) de Joaquín Romero Marchent : The General
- 1962 : Interpol recherche (Han matado a un cadaver) de Julio Salvador : Inspector Bernhardt
- 1962 : L'Ombre de Zorro (L'Ombra di Zorro) : El General
- 1963 : Le Vice et la Vertu de Roger Vadim: Un général S.S. / SS Man
- 1963 : Autopsie d'un crime (Autopsia de un criminal) de Ricardo Blasco
- 1964 : De l'assassinat considéré comme un des beaux-arts de Maurice Boutel
- 1964 : L'Ange noir du Mississippi (Bienvenido, padre Murray) de Ramon Torrado
- 1964 : Le Train (The Train) de John Frankenheimer : Dietrich
- 1964 : Les Diamants de Palinos (série télévisée) : Malister
- 1965 : Alphaville, une étrange aventure de Lemmy Caution de Jean-Luc Godard : Professor Leonard Nosferatu aka Von Braun
- 1965 : Quoi de neuf, Pussycat ? (What's New, Pussycat) de Clive Donner : Doctor
- 1965 : Le Monde est petit (TV)
- 1965 : Train d'enfer de Gilles Grangier : Le professeur
- 1965 : Der zweite Tag nach dem Tod (TV) : Dr Brian Murray
- 1966 : Le Diabolique docteur Z (Miss Muerte) de Jesús Franco : Dr Vicas
- 1966 : Le Chien fou de Eddy Matalon : Fred
- 1966 : Ça barde chez les mignonnes (Residencia para espías) de Jesús Franco : l'homme du pont
- 1966 : Opération Opium (The Poppy Is Also a Flower) de Terence Young : Medical expert
- 1966 : La Curée de Roger Vadim : Lawyer
- 1966 : La Fantastique Histoire vraie d'Eddie Chapman (Triple Cross) de Terence Young : German Embassy Official, Lisbon
- 1967 : L'Inconnu de Shandigor de Jean-Louis Roy : Yvan
- 1967 : La Nuit des généraux (The Night of the Generals) de Anatol Litvak : Suspect in Erica Muller's Murder
- 1967 : Le château du vice / Le château des désirs (Im Schloss der blutigen Begierde) de Adrian Hoven alias Percy G. Parker : Graf Saxon
- 1968 : La Prunelle (série télévisée)
- 1968 : Les Yeux verts du diable (Necronomicon - Geträumte Sünden) de Jesús Franco : amiral Kapp
- 1968 : Mayerling de Terence Young : Prince Montenuevo
- 1968 : Affäre Dreyfuss (TV) : Hauptmann Lauth
- 1969 : La Rose écorchée de Claude Mulot : Professeur Römer
- 1969 : Les Orgies du Docteur Orloff (El Enigma del ataúd) de Santos Alcocer : Dr Orloff
- 1969 : Justine ou les infortunes de la vertu (Marquis de Sade's Justine) de Jesús Franco : Clement
- 1969 : Les Têtes brûlées (Cabezas quemadas) de Willy Rozier

### Période 1970-1979
- 1970 : Le Labyrinthe du sexe (Sex Charade) de Jesús Franco
- 1970 : Ce que cherche Jacques de Jean-Claude Biette - court métrage -
- 1970 : Le Trône de feu (The Bloody Judge) de Jesús Franco : Jack Ketch
- 1971 : Orloff et l'homme invisible (La Vie amoureuse de l'homme invisible) de Pierre Chevalier : Le professeur Orloff
- 1971 : Un beau monstre de Sergio Gobbi : L'administrateur de biens
- 1971 : Crimes dans l'extase (Sie tötete in Ekstase) de Jesús Franco : Prof. Jonathan Walker
- 1971 : Der Teufel kam aus Akasava (Le diable vient d'Akasava) de Jesús Franco : Valet Humphrey
- 1971 : X 312 - Vol pour l'enfer (lb) (X 312 – Flug zur Hölle) de Jesús Franco : Pedro
- 1971-1974 : Schulmeister, l'espion de l'empereur (série TV) : Sir Horace Meals
- 1972 : 3 filles nues dans l'île de Robinson (Robinson und seine wilden Sklavinnen) de Jesús Franco : Yakube
- 1972 : Les Vierges et l'amour (Jungfrauen-Report) de Jesús Franco : Anna's father / The Inquisitor
- 1972 : Dracula, prisonnier de Frankenstein (Drácula contra el Dr Frankenstein) de Jesús Franco : Dracula
- 1972 : Quartier de femmes (Los amantes de la isla del diablo) de Jesús Franco : colonel Ford
- 1972 : Les Expériences érotiques de Frankenstein de Jesús Franco : Cagliostro
- 1972 : La Fille de Dracula (A Filha de Dracula) de Jesús Franco : Count Karlstein (Dracula)
- 1972 : Les Démons de Jesús Franco : Lord Malcolm De Winter
- 1972 : Meurtre dans la 17e avenue (Casa d'appuntamento) de Ferdinando Merighi : Professeur Waldemar
- 1972 : Un capitaine de quinze ans (Un Capitán de quince años) de Jesús Franco : Korda
- 1973 : Une vierge chez les morts-vivants (Une virgen en casa de los muertos vivientes) de Jesús Franco : Oncle Howard
- 1973 : Les Ébranlées (La maison du vice) de Clifford Brown (Jesús Franco) : Al Pereira
- 1973 : Le Journal intime d'une nymphomane de Clifford Brown (Jesús Franco) : Doctor
- 1973 : Le Miroir obscène (Al otro lado del espejo) de Jesús Franco : le père d'Ana
- 1973 : Les Expériences érotiques de Frankenstein (La maldición de Frankenstein) de Jesús Franco : Cagliostro
- 1973 : L'Alphomega (feuilleton TV)
- 1973 : Chacal (The Day of the Jackal) de Fred Zinnemann : State Secretary
- 1974 : Un capitaine de quinze ans (Un Capitán de quince años) : Korda
- 1974 : Les Intrigues de Sylvia Couski de Adolfo Arrieta
- 1974 : Les Brigades du Tigre, épisode Visite incognito de Victor Vicas
- 1974 : La Comtesse perverse de Jesús Franco : Comte Zaroff
- 1974 : Plaisir à trois de Jesús Franco : Mathias
- 1974 : Célestine, bonne à tout faire de Jesús Franco : Comte de la Braquette
- 1974 : Les Possédées du diable (Lorna, l'exorciste) de Jesús Franco : Maurizius, Lorna's butler
- 1975 : Le Jardin qui bascule de Guy Gilles : Paul
- 1975 : La Marque de Zorro
- 1975 : L'important c'est d'aimer (voix)
- 1975 : Guerre et Amour (Love and Death) de Woody Allen : Gen. Leveque
- 1975 : Change pas de main de Paul Vecchiali : Des Grieux
- 1976 : Les Week-ends maléfiques du Comte Zaroff de Michel Lemoine : Karl, le majordome
- 1976 : Farces, attrapes et gros sous de Patrick Granier - court métrage -
- 1976 : L'Assassin musicien de Benoît Jacquot : Anton Varga
- 1977 : Des femmes pour le bloc 9 (Frauen für Zellenblock 9) de Jesús Franco : Dr Milton
- 1977 : Le Théâtre des matières de Jean-Claude Biette : Hermann
- 1979 : De l'enfer à la victoire (Contro 4 bandiere) d'Umberto Lenzi : le commandant SS
- 1979 : Les Belles Manières de Jean-Claude Guiguet : Le directeur de la prison
- 1979 : Bunker de Jean-Gildas Guéran - court métrage -
- 1979 : Seul le ciel était témoin de Christophe Roux - court métrage -
- 1979 : Ann Dollwood (TV) : Le directeur de la prison
- 1979 : Mers El-Kebir (TV) : Sir Dudley Pound

### Période 1980-1989
- 1980 : Jean Jaurès : vie et mort d'un socialiste (TV) : August Bebel
- 1981 : L'Appât du gain de Jules Takam
- 1981 : Le Lac des morts vivants de Jean Rollin alias J.A. Lazer : The Mayor
- 1981 : Docteur Jekyll et les femmes de Walerian Borowczyk : DrLanyon
- 1982 : La Chute de la maison Usher (Revenge in the House of Usher) de Jesús Franco : Roderic Usher
- 1982 : Le Rêve d'Icare, téléfilm de Jean Kerchbron : l'homme de 1916
- 1982 : Pan Pan de Noël Simsolo - court métrage -
- 1982 : Loin de Manhattan de Jean-Claude Biette : René Dimanche
- 1983 : Mad Mutilator / Le monstre à la hache sanglante / Ogroff de Norbert Moutier : le prêtre vampire
- 1983 : Sangre en mis zapatos de Jesús Franco : Professor Von Klaus
- 1984 : The Boy Who Had Everything : Singing Man
- 1984 : Le Fou du roi de Yvan Chiffre : Abbé guibourd
- 1984 : El siniestro doctor Orloff de Jesús Franco : Dr Orloff (the father)
- 1985 : Viaje a Bangkok, ataúd incluido (Voyage à Bangkok) de Jesús Franco
- 1985 : Commando Mengele d'Andrea Bianchi et Jesús Franco : Dr Josef Mengele
- 1985 : Sac de nœuds de Josiane Balasko : Docteur Belin
- 1985 : Le Regard dans le miroir (feuilleton TV) : Pavel
- 1986 : Las tribulaciones de un Buda Bizco
- 1986 : Faubourg Saint-Martin de Jean-Claude Guiguet : le client grincheux
- 1987 : El aullido del diablo de Jaconto Molina : Eric
- 1987 : La Voix du désert de Jean-Michel Roux (court métrage)
- 1987 : Terminus de Pierre-William Glenn : Monsieur (voix)
- 1987 : La Mort d'Empédocle ou Quand le vert de la terre brillera à nouveau pour vous de Jean-Marie Straub et Danièle Huillet
- 1987 : Dernier été à Tanger d'Alexandre Arcady : Me Schmidt
- 1988 : Somewhere in Europe
- 1988 : Les Prédateurs de la nuit (Faceless) de Jesús Franco : Dr Orloff
- 1988 : Le Funiculaire des anges de Roger Gillioz
- 1989 : Noir péché (Schwarze Sünde) de Jean-Marie Straub et Danièle Huillet : Manes
- 1989 : Le Conte d'hiver (TV) : Cléomènes
- 1989 : Nick chasseur de têtes (feuilleton TV) : Orcan (episode "Roxane")
- 1989 : Moravagine (TV)

### Période 1990-1996
- 1990 : Le Champignon des Carpathes de Jean-Claude Biette : Jeremy Fairfax
- 1991 : The Girl Who Came Late (Daydream Believer) de Katy Mueller : Dr Montgomery
- 1991 : Delicatessen de Jean-Pierre Jeunet : le vieillard aux grenouilles
- 1992 : Faux rapports de Daniel Calderon : Garnier
- 1993 : Jungle of fear de Jesús Franco (inachevé)
- 1993 : Tête de citrouille de Pascal Laugier (court métrage)
- 1994 : Le Talon d'Achille de Nicholas Cuthbert (court métrage)
- 1994 : Terre Sainte de Xavier Giannoli (court métrage)
- 1994 : Venins (La part du serpent) de Max Reid : Jean, vieux
- 1994 : Hey Stranger de Peter Woditsch : le vieil officier
- 1996 : Le Complexe de Toulon de Jean-Claude Biette : Charles Toulon
- 1996 : Le Rocher d'Acapulco de Laurent Tuel : le vieil homme
- 1996 : Banqueroute de Antoine Desrosières : Georges

## Théâtre
- 1945 : Un ami viendra ce soir d'Yvan Noé et Jacques Companeez, mise en scène Jean Wall, Théâtre de Paris
- 1958 : La Bagatelle de Marcel Achard, mise en scène Jean Meyer, Théâtre des Bouffes-Parisiens
- 1983 : Le Marchand de Venise de William Shakespeare mise en scène Saskia Cohen-Tanugi, Théâtre Gérard-Philipe
- 1988 : Le Conte d'hiver de William Shakespeare, mise en scène Luc Bondy, Théâtre Nanterre-Amandiers, Festival d'Avignon, TNP Villeurbanne

## Radio
- 1956 : Le jongleur, fiction radiophonique de Alexandre Rivemale : Klaus Richter (voix)